# St-Vio (Tréguennec)

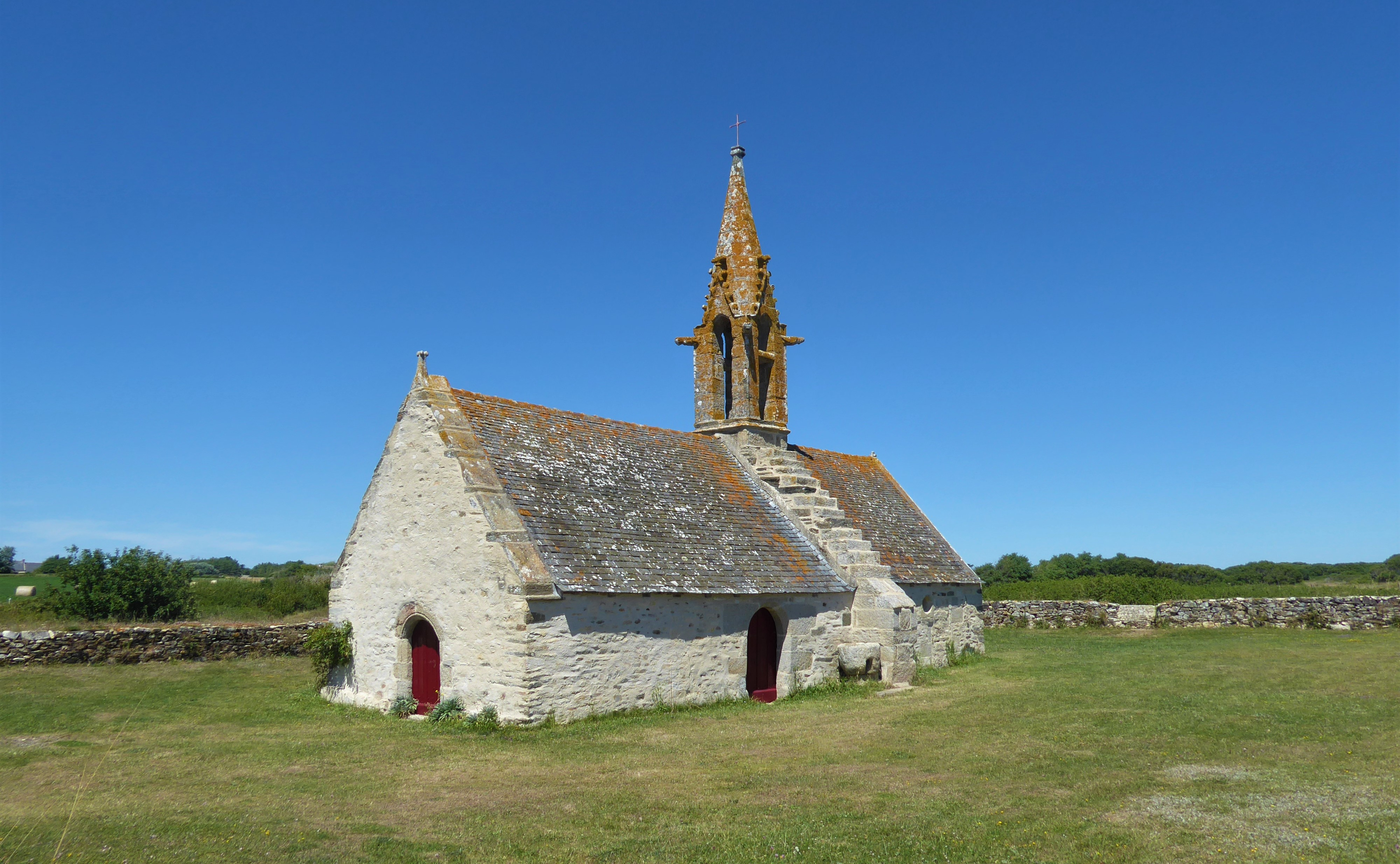
Kapelle St-Vio

St-Vio ist eine römisch-katholische Kapelle in Tréguennec in der Bretagne. Die Kapelle steht frei in den Dünen der bretonischen Atlantikküste.

## Geschichte
Die dem bretonischen Lokalheiligen Nonna (bretonisch: Vougay bzw. Vio) geweihte Kapelle steht an einer Stelle, wo der Heilige der Legende nach eine Einsiedelei gegründet haben soll.
Die Kapelle wurde um 1500 errichtet und besitzt typisch für die Region ein einschiffiges Langhaus, dem sich ein Langchor mit geradem Chorschluss im Osten anschließt. Bemerkenswert ist der hufeisenförmige Chorbogen, der das Langhaus vom Chor trennt. Über dem Chorbogen erhebt sich ein steinerner Dachreiter mit einem Glockenturm und Maßwerkpyramide. Die Kapelle besitzt ein Reliquiar des heiligen Nonna.
Am letzten Sonntag im Juni findet jedes Jahr eine Prozession statt. Neben der Kapelle befindet sich der Brunnen des heiligen Vio bzw. Nonna.